# 53 d'Aquari
53 d'Aquari (53 Aquarii) és l'estrella doble més pròxima de la constel·lació d'Aquari. Té una magnitud aparent de 5,55. Està aproximadament a 65,49 anys llum de la Terra.